# Еленка (приток Угры)
Еле́нка — река в России, протекает по Угранскому району Смоленской области. Устье реки находится в 248 км от устья Угры по левому берегу. Длина реки составляет 13 км.

## География
Река Еленка берёт начало у деревни Михали (центр Михалёвского сельского поселения), где на реке устроено водохранилище. Вдоль течения реки расположены деревня Бельдюгино Михалёвского сельского поселения, деревни Минино, Еленка, Великополье (административный центр) Великопольевского сельского поселения.
В 8 км от устья впадает левый приток — Слободка.

## Данные водного реестра
По данным государственного водного реестра России относится к Окскому бассейновому округу, водохозяйственный участок реки — Угра от истока и до устья, речной подбассейн реки — Бассейны притоков Оки до впадения Мокши. Речной бассейн реки — Ока.
Код объекта в государственном водном реестре — 09010100412110000020798.